# Прокляті королі (мінісеріал, 1972)
«Прокляті королі» (фр. Les Rois Maudits) — французький шестисерійний мінісеріал, знятий в 1972 році режисером Клодом Барма за однойменним циклом історичних романів Моріса Дрюона.

## Сюжет
Дія відбувається у Франції (та частково в Англії) в першій половині XIV століття та розповідає про боротьбу за владу, політичних і любовних палацових інтригах королів, членів їх сімей та їх наближених, в результаті яких одні дійові особи виявлялися скинутими з висоти свого становища, інші вмирали або були вбиті, не залишивши прямих спадкоємців престолу. Вперше з часів Гуго Капета перервалася пряма лінія престолонаслідування.
У той час Франція була однією з наймогутніших держав Європи. Її король Філіпп IV славився рідкісною красою та залізним характером, і тому в історії він залишився як Філіпп Вродливий або Залізний Король. У короля є три повнолітніх сина: Людовик Наварський на прізвисько Сварливий (майбутній король Людовик X Сварливий); Філіп, граф де Пуатьє (майбутній король Філіпп V Довгий); і Карл Французький (майбутній король Карл IV Вродливий). Вони одружені.
Дружина Сварливого — Маргарита, дочка герцога Бургундського. Дружина Філіппа — Жанна, спадкоємиця графа Бургундського (пізніше графство стало називатися Франш-Конте), її молодша сестра Бланка — дружина Карла Французького. Жанна і Бланка — дочки Маго д'Артуа, вдови графа Бургундського (було дві Бургундії: Бургундське герцогство і Бургундське графство).
Маго має найвищий титул: вона — єдина жінка, удостоєна в 1309 році звання пера Франції. Її племінник і заклятий ворог Робер д'Артуа з 1302 року по 1331 рік веде боротьбу з тіткою за графство Артуа, не гребуючи ніякими засобами.
Єдина дочка Філіппа Вродливого — блондинка Ізабелла Французька, дружина англійського короля Едуарда II. Ця королева править по той бік Ла-Маншу, пізніше вона увійшла в історіографію як Французька вовчиця.
У короля є два брати: Карл, граф де Валуа, і Людовік Розсудливий, граф д'Евре.
Всі вони в другому, третьому або четвертому поколінні — нащадки Людовика IX Святого або його батька.
Для короля Філіппа IV велич Франції — понад усе: він втихомирив усіх зовнішніх ворогів і прибрав до рук все багатства всередині країни, але тягар податків і девальвації був важким. Лише одна сила наважилася протистояти королю: лицарський орден тамплієрів — колосальна організація, одночасно військова, релігійна та фінансова. Король затіяв проти тамплієрів судовий процес, що триває сім років і закінчився стратою на багатті великого магістра Жака де Моле і багатьох тамплієрів.
Події, що відбуваються в мінісеріалі, охоплюють часи правління останніх п'яти прямих нащадків королів із династії Капетингів і перших двох королів із династії Валуа — від Філіппа IV до Іоанна II. Перша серія починається зі звинуваченням невісток короля Філіпа IV в подружній зраді (справою про Нельску вежу), стратою великого магістра тамплієрів (1314 рік), а в заключній серії Франція стоїть на порозі Столітньої війни (приблизно 1337 рік).

## У ролях
- Жорж Маршаль — Філіпп Вродливий, король Франції
- Елен Дюк — графиня Маго д'Артуа
- Жан Піа — Робер д'Артуа, племінник графині
- Женев'єва Казіль — Ізабелла Французька, дочка Філіппа IV Вродливого та королева Англії
- Жорж Сер — Людовик Наварський, згодом король Людовик Х Сварливий
- Жозе-Марія Флота — Філіпп, граф де Пуатьє, згодом король Філіпп V Довгий
- Жіль Беа — Карл Французький, згодом король Карл IV Вродливий
- Мюріель Батіст — Маргарита Бургундська, перша дружина Людовика Сварливого
- Катрін Ріш — графиня Жанна Бургундська, дружина Філіппа де Пуатьє
- Катрін Юбо — Бланка Бургундська, дружина Карла Французького
- Жан Дешамп — Карл Валуа, брат Філіппа IV Вродливого
- Бенуа Бріон — Філіпп де Валуа, син Карла де Валуа (згодом король Філіпп VI)
- Гіслен Порре — Жанна «Хромоножка» Бургундська, дружина Філіппа де Валуа
- Робер Парті — Людовик д'Евре, брат Філіппа IV Вродливого
- Робер Ногаре — Людовик де Бурбон
- Жорж Рік'є — Ед, герцог Бургундії
- Андре Фалькон — Ангерран де Маріньї, радник короля Філіппа IV Вродливого
- Жак Жоасгуен — Гійом де Ногаре, радник і хранитель печатки короля Філіпа IV Вродливого
- Луї Сеньє — Спінелло Толомеї, ломбардський банкір
- Жан-Люк Моро — Гуччо Бальйоні, племінник банкіра
- Анн Крейс — Марі де Крессе, кохана Гуччо
- Катрін Рувель — Беатриса д'Ірсон, придворна дама графині Маго д'Артуа
- Монік Лежен — Клеменція Угорська, племінниця Карла де Валуа, друга дружина Людовика Х Сварливого
- Ксав'є Депра — Жак де Моле, великий магістр ордена тамплієрів
- Мішель Бон — Едуард II, король Англії
- Клод Жиро — Роджер Мортімер, фаворит королеви Ізабелли
- Ерік Крюгер — Едмунд Вудсток, граф Кент, брат короля Едуарда II
- Вільям Сабатье — Генрі «Крива шия», граф Ланкастер, кузен короля Едуарда II
- Жан-Луї Бру — Едуард Англійський (згодом король Едуард III)
- Андре Люге — граф Юг де Бувіль
- Жорж Стаке — Лорме, слуга Робера д'Артуа
- Рене Руссель — Маріньї-молодший, єпископ Бовезький Жан
- Жан Шевріє — Гоше де Шатійон, конетабль Франції
- Анрі Вірложе — Жак д'Юез (майбутній папа Римський Іоанн XXII)
- Клодін Рафалі — Еделіна
- Патрік Лансело — Філіпп д'Оне, конюший Карла де Валуа, коханець Маргарити Бургундської
- Венсан Готьє — Готьє д'Оне, конюший Філіппа де Пуатьє, коханець Бланки Бургундської
- текст читає Жан Десаї

## Знімальна група
- Режисер: Клод Барма[fr]
- Сценарист: Марсель Жюлsан
- Композитор: Жорж Дельрю
- Оператор: П'єр Марешаль
- Художник: Моріс Валай
- Дизайнер костюмів: Монік Дюнан
- Монтаж: Мішелін Фрешлон

## Видання на відео
- У Франції після виходу нової телевізійної версії (в 2005 році) видається тільки для внутрішнього користування, оскільки французи вважають, що ця версія цікава тільки їм.